# Александровка (Александровский район, Оренбургская область)
Алекса́ндровка — село, административный центр Александровского района Оренбургской области России.

## История
Основано в 1832 г. Название — по имени ходока, которого уполномочили подыскать место для поселения.

## География
Село расположено на реке Молочай.
С другими населёнными пунктами село связано автодорогами. Расстояние до областного центра — города Оренбурга — 160 км. Расстояние до соседних районных центров:
| Расстояние, км | Населённый пункт | Район                   |
| -------------- | ---------------- | ----------------------- |
| 40             | Шарлык           | Шарлыкский район        |
| 90             | Пономарёвка      | Пономарёвский район     |
| 100            | Новосергиевка    | Новосергиевский район   |
| 100            | Плешаново        | Красногвардейский район |
| 100            | Переволоцкий     | Переволоцкий район      |
| 130            | Октябрьское      | Октябрьский район       |

В Новосергиевке находится ближайшая железнодорожная станция.

## Социальные объекты
Действуют 2 детских сада, общеобразовательная школа, школа искусств, дом культуры, магазины, МФЦ, банк. До 2009 года в селе действовало профессиональное училище №63. 

## Население
| 1959 | 1970  | 1979  | 1989  | 2002  | 2010  | 2021  |
| ---- | ----- | ----- | ----- | ----- | ----- | ----- |
| 1851 | ↗2675 | ↗3433 | ↗3976 | ↗4152 | ↘3988 | ↗4185 |

Проживают русские, башкиры.

## Религия
Православные храмы
- Церковь Космы и Дамиана

Мечети
- Мечеть Абдулхай-хаджи Хусаинова

## Известные уроженцы
- Соседов Василий Петрович (1944—1995) — советский и российский военачальник, генерал-лейтенант.